# Hockey sur glace aux Jeux olympiques de 2026
Navigation
Pékin 2022 Alpes françaises 2030
Les tournois de hockey sur glace aux Jeux olympiques de Milan ont lieu du 5 au 22 février 2026.
Le tournoi masculin voit douze équipes s'affronter tandis que le tournoi féminin est composé de dix équipes.

## Qualifications
Les qualifications pour les tournois féminin et masculin sont déterminées par :
- le pays hôte qui est automatiquement qualifié.
- le classement IIHF établi à l'issue des derniers championnats du monde : les huit meilleures équipes masculines à l'issue du championnat du monde 2023 et les six meilleures équipes féminines à l'issue du championnat du monde 2024.
- trois places issues des tournois de qualification olympiques (TQO).

| Mode de sélection            | Dates                         | Lieux                 | Nombre de places | Qualifiés                                                         |
| ---------------------------- | ----------------------------- | --------------------- | ---------------- | ----------------------------------------------------------------- |
| Pays organisateur            | Pays organisateur             | Pays organisateur     | 1                | Italie                                                            |
| Classement mondial IIHF 2023 | 2 juin 2023                   |                       | 8                | Canada Finlande États-Unis Allemagne Suède Suisse Tchéquie France |
| Tournois de qualification    | 29 août au 1er septembre 2024 | Bratislava, Slovaquie | 1                | Slovaquie                                                         |
| Tournois de qualification    | 29 août au 1er septembre 2024 | Riga, Lettonie        | 1                | Lettonie                                                          |
| Tournois de qualification    | 29 août au 1er septembre 2024 | Aalborg, Danemark     | 1                | Danemark                                                          |
| Total                        |                               |                       | 12               |                                                                   |

| Mode de sélection            | Dates               | Lieux                  | Nombre de places | Qualifiés                                         |
| ---------------------------- | ------------------- | ---------------------- | ---------------- | ------------------------------------------------- |
| Pays organisateur            | Pays organisateur   | Pays organisateur      | 1                | Italie                                            |
| Classement mondial IIHF 2024 | 14 avril 2024       | -                      | 6                | Canada États-Unis Finlande Tchéquie Suisse France |
| Tournois de qualification    | 6 au 9 février 2025 | Tomakomai, Japon       | 1                | Japon                                             |
| Tournois de qualification    | 6 au 9 février 2025 | Gävle, Suède           | 1                | Suède                                             |
| Tournois de qualification    | 6 au 9 février 2025 | Bremerhaven, Allemagne | 1                | Allemagne                                         |
| Total                        |                     |                        | 10               |                                                   |

## Programme
| DateÉpreuve      | Me 4 | Je 5 | Ve 6 | Sa 7 | Di 8 | Lu 9 | Ma 10 | Me 11 | Je 12 | Ve 13 | Sa 14 | Di 15 | Lu 16 | Ma 17 | Me 18 | Je 19 | Je 19 | Ve 20 | Sa 21 | Di 22 |
| ---------------- | ---- | ---- | ---- | ---- | ---- | ---- | ----- | ----- | ----- | ----- | ----- | ----- | ----- | ----- | ----- | ----- | ----- | ----- | ----- | ----- |
| Tournoi masculin |      |      |      |      |      |      |       | TP    | TP    | TP    | TP    | TP    |       | TQ    | QF    |       |       | DF    | MB    | F     |
| Tournoi féminin  |      | TP   | TP   | TP   | TP   | TP   | TP    |       |       | QF    | QF    |       | DF    |       |       | MB    | F     |       |       |       |

| - TP : Tour préliminaire - TQ : Tour qualificatif - QF : Quarts de finale - DF : Demi-finales - MB : Matchs pour la troisième place - F : Finales |

## Tournoi féminin

### Tour préliminaire
Les dix équipes sont divisées en deux groupes pour le tour préliminaire avec les cinq meilleures équipes au monde dans le groupe A et les cinq autres dans le B. Les cinq équipes du groupe A et les trois meilleures du groupe B avancent en quart de finale. 
Légende
- en gras, qualifié pour les quarts de finale
- en italique, éliminé

| Clt | Équipe     | PJ | V | VP | D | DP | BP | BC | Diff | Pts |
| --- | ---------- | -- | - | -- | - | -- | -- | -- | ---- | --- |
| -   | Canada     | 0  | 0 | 0  | 0 | 0  | 0  | 0  | 0    | 0   |
| -   | États-Unis | 0  | 0 | 0  | 0 | 0  | 0  | 0  | 0    | 0   |
| -   | Finlande   | 0  | 0 | 0  | 0 | 0  | 0  | 0  | 0    | 0   |
| -   | Suisse     | 0  | 0 | 0  | 0 | 0  | 0  | 0  | 0    | 0   |
| -   | Tchéquie   | 0  | 0 | 0  | 0 | 0  | 0  | 0  | 0    | 0   |

| Clt | Équipe    | PJ | V | VP | D | DP | BP | BC | Diff | Pts |
| --- | --------- | -- | - | -- | - | -- | -- | -- | ---- | --- |
| -   | Allemagne | 0  | 0 | 0  | 0 | 0  | 0  | 0  | 0    | 0   |
| -   | France    | 0  | 0 | 0  | 0 | 0  | 0  | 0  | 0    | 0   |
| -   | Italie    | 0  | 0 | 0  | 0 | 0  | 0  | 0  | 0    | 0   |
| -   | Japon     | 0  | 0 | 0  | 0 | 0  | 0  | 0  | 0    | 0   |
| -   | Suède     | 0  | 0 | 0  | 0 | 0  | 0  | 0  | 0    | 0   |

### Phase finale
|  | Quarts de finale | Quarts de finale |                        |                        | Demi-finales | Demi-finales |  |  | Finale     | Finale     |
|  | Quarts de finale | Quarts de finale |                        |                        | Demi-finales | Demi-finales |  |  | Finale     | Finale     |
|  |                  |                  |                        |                        |              |              |  |  |            |            |
|  | 13 février       | 13 février       |                        |                        | 16 février   | 16 février   |  |  | 19 février | 19 février |
|  | 13 février       | 13 février       |                        |                        | 16 février   | 16 février   |  |  | 19 février | 19 février |
|  |                  | 0                |                        |                        | 16 février   | 16 février   |  |  | 19 février | 19 février |
|  |                  |                  |                        |                        | 16 février   | 16 février   |  |  | 19 février | 19 février |
|  |                  | 0                |                        |                        | 16 février   | 16 février   |  |  | 19 février | 19 février |
|  |                  | 0                |                        |                        |              |              |  |  | 19 février | 19 février |
|  | 13 février       |                  |                        |                        |              |              |  |  | 19 février | 19 février |
|  |                  |                  | 0                      |                        |              |              |  |  | 19 février | 19 février |
|  |                  | 0                |                        |                        |              |              |  |  | 19 février | 19 février |
|  |                  |                  |                        |                        |              |              |  |  | 19 février | 19 février |
|  |                  | 0                |                        |                        |              |              |  |  | 19 février | 19 février |
|  |                  | 0                |                        |                        |              |              |  |  |            |            |
|  | 13 février       |                  |                        |                        |              |              |  |  |            |            |
|  |                  |                  | 0                      |                        |              |              |  |  |            |            |
|  |                  | 0                |                        |                        |              |              |  |  |            |            |
|  | 16 février       |                  |                        |                        |              |              |  |  |            |            |
|  |                  | 0                |                        |                        |              |              |  |  |            |            |
|  |                  | 0                |                        |                        |              |              |  |  |            |            |
|  | 13 février       | 13 février       | Match pour la 3e place | Match pour la 3e place |              |              |  |  |            |            |
|  | 13 février       | 13 février       | Match pour la 3e place | Match pour la 3e place | 0            |              |  |  |            |            |
|  |                  | 0                | 19 février             | 19 février             |              |              |  |  |            |            |
|  |                  |                  | 19 février             | 19 février             |              |              |  |  |            |            |
|  |                  | 0                |                        |                        | 0            |              |  |  |            |            |
|  |                  | 0                |                        |                        | 0            |              |  |  |            |            |
|  |                  |                  |                        |                        |              |              |  |  |            | 0          |
|  |                  |                  |                        |                        |              |              |  |  |            |            |

## Tournoi masculin

### Tour préliminaire
Les douze équipes sont réparties en trois groupes de quatre équipes chacun. Les quatre meilleures nations du classement (soit les vainqueurs de chaque groupe, ainsi que le deuxième mieux classé des trois groupes) sont sélectionnées pour les quarts de finale. Les autres équipes jouent leur qualification selon un système de séries éliminatoires.
Légende
- en gras, qualifié directement pour les quarts de finale
- en italique, participe au tour qualificatif

| Clt | Équipe   | PJ | V | VP | VF | D | DP | DF | BP | BC | Diff | Pts |
| --- | -------- | -- | - | -- | -- | - | -- | -- | -- | -- | ---- | --- |
| -   | Canada   | 0  | 0 | 0  | 0  | 0 | 0  | 0  | 0  | 0  | 0    | 0   |
| -   | France   | 0  | 0 | 0  | 0  | 0 | 0  | 0  | 0  | 0  | 0    | 0   |
| -   | Suisse   | 0  | 0 | 0  | 0  | 0 | 0  | 0  | 0  | 0  | 0    | 0   |
| -   | Tchéquie | 0  | 0 | 0  | 0  | 0 | 0  | 0  | 0  | 0  | 0    | 0   |

| Clt | Équipe    | PJ | V | VP | VF | D | DP | DF | BP | BC | Diff | Pts |
| --- | --------- | -- | - | -- | -- | - | -- | -- | -- | -- | ---- | --- |
| -   | Finlande  | 0  | 0 | 0  | 0  | 0 | 0  | 0  | 0  | 0  | 0    | 0   |
| -   | Italie    | 0  | 0 | 0  | 0  | 0 | 0  | 0  | 0  | 0  | 0    | 0   |
| -   | Slovaquie | 0  | 0 | 0  | 0  | 0 | 0  | 0  | 0  | 0  | 0    | 0   |
| -   | Suède     | 0  | 0 | 0  | 0  | 0 | 0  | 0  | 0  | 0  | 0    | 0   |

| Clt | Équipe     | PJ | V | VP | VF | D | DP | DF | BP | BC | Diff | Pts |
| --- | ---------- | -- | - | -- | -- | - | -- | -- | -- | -- | ---- | --- |
| -   | Allemagne  | 0  | 0 | 0  | 0  | 0 | 0  | 0  | 0  | 0  | 0    | 0   |
| -   | Danemark   | 0  | 0 | 0  | 0  | 0 | 0  | 0  | 0  | 0  | 0    | 0   |
| -   | États-Unis | 0  | 0 | 0  | 0  | 0 | 0  | 0  | 0  | 0  | 0    | 0   |
| -   | Lettonie   | 0  | 0 | 0  | 0  | 0 | 0  | 0  | 0  | 0  | 0    | 0   |

### Phase finale et matches de classement
|  | Tour qualificatif | Tour qualificatif |                        |            | Quarts de finale | Quarts de finale |  |  | Demi-finales | Demi-finales |  |  | Finale     | Finale     |
|  | ----------------- | ----------------- | ---------------------- | ---------- | ---------------- | ---------------- |  |  | ------------ | ------------ |  |  | ---------- | ---------- |
|  |                   |                   |                        |            |                  |                  |  |  |              |              |  |  |            |            |
|  |                   |                   |                        |            | 18 février       | 18 février       |  |  | 20 février   | 20 février   |  |  | 22 février | 22 février |
|  |                   |                   |                        |            | 18 février       | 18 février       |  |  | 20 février   | 20 février   |  |  | 22 février | 22 février |
|  |                   |                   |                        |            | 18 février       | 18 février       |  |  | 20 février   | 20 février   |  |  | 22 février | 22 février |
|  |                   |                   |                        |            | 18 février       | 18 février       |  |  | 20 février   | 20 février   |  |  | 22 février | 22 février |
|  |                   |                   |                        |            | 18 février       | 18 février       |  |  | 20 février   | 20 février   |  |  | 22 février | 22 février |
|  |                   |                   | 0                      |            |                  |                  |  |  | 20 février   | 20 février   |  |  | 22 février | 22 février |
|  | 17 février        |                   |                        |            |                  |                  |  |  | 20 février   | 20 février   |  |  | 22 février | 22 février |
|  |                   |                   | 0                      |            |                  |                  |  |  | 20 février   | 20 février   |  |  | 22 février | 22 février |
|  |                   | 0                 |                        |            |                  |                  |  |  | 20 février   | 20 février   |  |  | 22 février | 22 février |
|  | 18 février        |                   |                        |            |                  |                  |  |  | 20 février   | 20 février   |  |  | 22 février | 22 février |
|  |                   | 0                 |                        |            |                  |                  |  |  | 20 février   | 20 février   |  |  | 22 février | 22 février |
|  |                   |                   | 0                      |            |                  |                  |  |  |              |              |  |  | 22 février | 22 février |
|  |                   |                   |                        |            |                  |                  |  |  |              |              |  |  | 22 février | 22 février |
|  |                   |                   |                        | 0          |                  |                  |  |  |              |              |  |  | 22 février | 22 février |
|  |                   |                   |                        |            |                  |                  |  |  |              |              |  |  | 22 février | 22 février |
|  | 20 février        |                   |                        |            |                  |                  |  |  |              |              |  |  | 22 février | 22 février |
|  |                   |                   |                        |            |                  |                  |  |  |              |              |  |  | 22 février | 22 février |
|  |                   |                   | 0                      |            |                  |                  |  |  |              |              |  |  | 22 février | 22 février |
|  | 17 février        |                   |                        |            |                  |                  |  |  |              |              |  |  | 22 février | 22 février |
|  |                   |                   | 0                      |            |                  |                  |  |  |              |              |  |  | 22 février | 22 février |
|  |                   | 0                 |                        |            |                  |                  |  |  |              |              |  |  | 22 février | 22 février |
|  | 18 février        |                   |                        |            |                  |                  |  |  |              |              |  |  | 22 février | 22 février |
|  |                   | 0                 |                        |            |                  |                  |  |  |              |              |  |  | 22 février | 22 février |
|  |                   |                   | 0                      |            |                  |                  |  |  |              |              |  |  |            |            |
|  |                   |                   |                        |            |                  |                  |  |  |              |              |  |  |            |            |
|  |                   |                   | 0                      |            |                  |                  |  |  |              |              |  |  |            |            |
|  |                   |                   |                        |            |                  |                  |  |  |              |              |  |  |            |            |
|  |                   |                   |                        |            |                  |                  |  |  |              |              |  |  |            |            |
|  |                   |                   |                        |            |                  |                  |  |  |              |              |  |  |            |            |
|  |                   | 0                 |                        |            |                  |                  |  |  |              |              |  |  |            |            |
|  | 17 février        |                   |                        |            |                  |                  |  |  |              |              |  |  |            |            |
|  |                   |                   | 0                      |            |                  |                  |  |  |              |              |  |  |            |            |
|  |                   | 0                 |                        |            |                  |                  |  |  |              |              |  |  |            |            |
|  | 18 février        |                   |                        |            |                  |                  |  |  |              |              |  |  |            |            |
|  |                   | 0                 |                        |            |                  |                  |  |  |              |              |  |  |            |            |
|  |                   |                   | 0                      |            |                  |                  |  |  |              |              |  |  |            |            |
|  |                   |                   |                        |            |                  |                  |  |  |              |              |  |  |            |            |
|  |                   |                   | 0                      |            |                  |                  |  |  |              |              |  |  |            |            |
|  |                   |                   |                        |            |                  |                  |  |  |              |              |  |  |            |            |
|  |                   |                   |                        |            |                  |                  |  |  |              |              |  |  |            |            |
|  |                   |                   | Match pour la 3e place |            |                  |                  |  |  |              |              |  |  |            |            |
|  |                   | 0                 |                        |            |                  |                  |  |  |              |              |  |  |            |            |
|  | 17 février        | 17 février        | 21 février             | 21 février |                  |                  |  |  |              |              |  |  |            |            |
|  | 17 février        | 17 février        | 21 février             | 21 février | 0                |                  |  |  |              |              |  |  |            |            |
|  |                   | 0                 |                        | 0          |                  |                  |  |  |              |              |  |  |            |            |
|  |                   |                   |                        | 0          |                  |                  |  |  |              |              |  |  |            |            |
|  |                   | 0                 |                        |            |                  | 0                |  |  |              |              |  |  |            |            |
|  |                   | 0                 |                        |            |                  | 0                |  |  |              |              |  |  |            |            |

## Classements finaux
Les classements finaux des compétitions féminine et masculine sont les suivants :
| Place                               | Équipe |
| ----------------------------------- | ------ |
| Médaille d'or, Jeux olympiques      |        |
| Médaille d'argent, Jeux olympiques  |        |
| Médaille de bronze, Jeux olympiques |        |
| 4                                   |        |
| 5                                   |        |
| 6                                   |        |
| 7                                   |        |
| 8                                   |        |
| 9                                   |        |
| 10                                  |        |

| Place                               | Équipe |
| ----------------------------------- | ------ |
| Médaille d'or, Jeux olympiques      |        |
| Médaille d'argent, Jeux olympiques  |        |
| Médaille de bronze, Jeux olympiques |        |
| 4                                   |        |
| 5                                   |        |
| 6                                   |        |
| 7                                   |        |
| 8                                   |        |
| 9                                   |        |
| 10                                  |        |
| 11                                  |        |
| 12                                  |        |

## Effectifs sacrés champions olympiques
| Épreuves         | Or | Argent | Bronze |
| ---------------- | -- | ------ | ------ |
| Tournoi féminin  |    |        |        |
| Tournoi masculin |    |        |        |